# Paratrachelas atlantis
Espèce
Paratrachelas atlantis est une espèce d'araignées aranéomorphes de la famille des Trachelidae.

## Distribution
Cette espèce est endémique d'Algérie. Elle se rencontre dans l'Atlas blidéen.

## Description
Le mâle holotype mesure 4,39 mm, les mâles mesurent de 3,21 à 4,73 mm.

## Publication originale
- Bosselaers & Bosmans, 2010 : Studies in Corinnidae (Araneae): a new Paratrachelas Kovblyuk & Nadolny from Algeria, as well as the description of a new genus of Old World Trachelinae. Zootaxa, no 2612, p. 41-56.